# チャールズ・W・エリオット

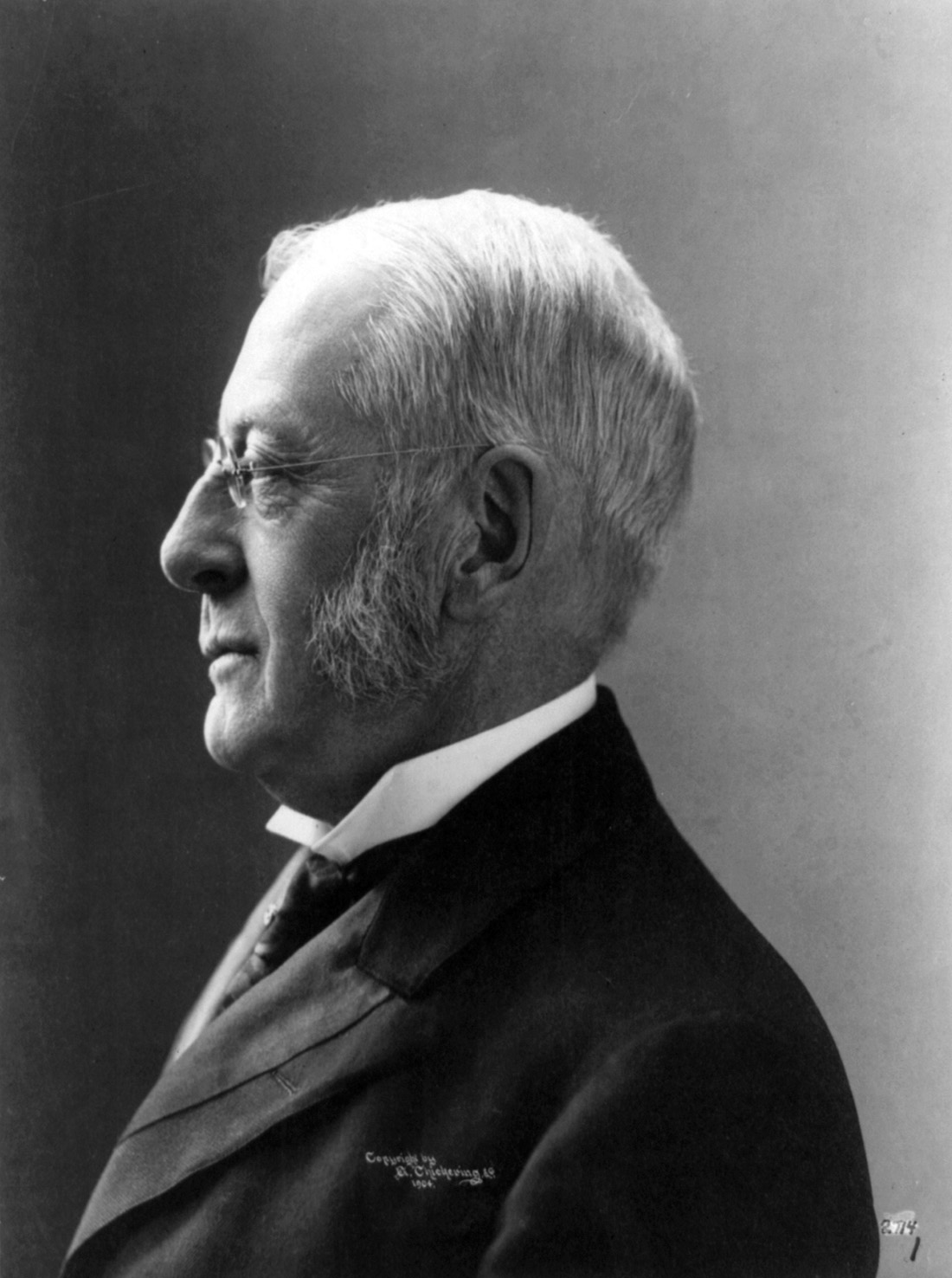
チャールズ・W・エリオット

チャールズ・ウィリアム・エリオット（Charles William Eliot、1834年3月20日 - 1926年8月22日）は、アメリカ合衆国ハーバード大学の19世紀から20世紀にかけての学長（第25代、1869-1909）である。40年間の在職中に多くの改革をし、ハーバードを近代的大学に発展させた。

## 略歴

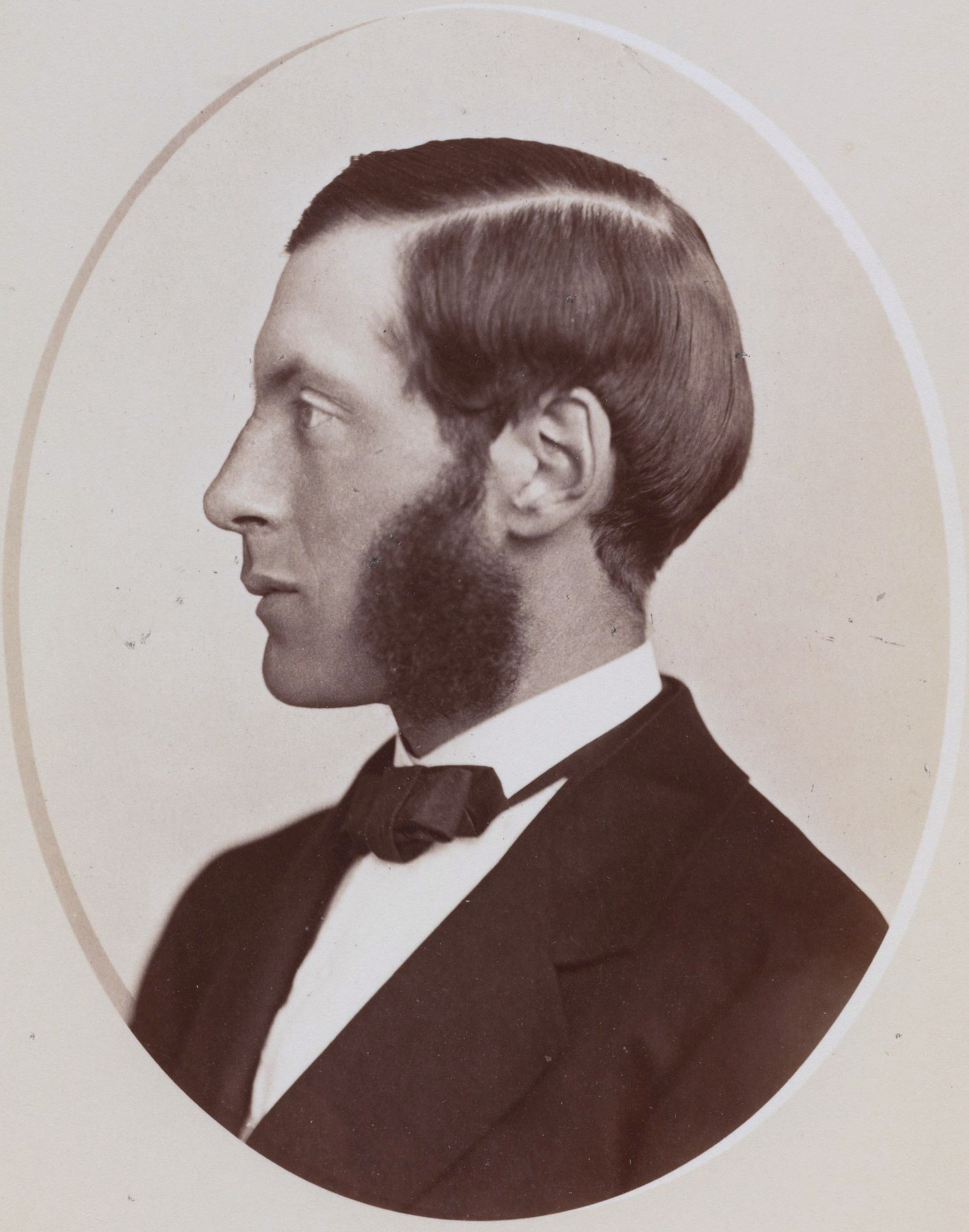
1865年のエリオット。生まれつき右顔面に大きなあざが広がっていたことから、肖像はすべて左側のみ

1834年3月20日にアメリカ合衆国にて生まれた。祖父はボストン屈指の富豪で、父は紡績工場経営（1857年破綻）の傍らハーバード財務担当理事、ボストン市長を歴任し、母方の兄弟もボストン市長経験者という一家の出身で、ボストン・ラテン校を経て、1853年にハーバード大学卒業後、同大学職員となる。1858年に助教授となったが教授昇進ならず解任となり、祖父の遺産で1863年に妻子とともに渡欧し、2年間各国の教育現場を視察、新設されたばかりのMITの化学担当教授の職を得て帰国、1969年に雑誌に寄稿した教育改革論で注目される。
1869年に大学改革派と保守派の理事会内闘争を経て、ハーバード大学の学長に就任。その後、1909年にかけて約40年間学長の地位を務めた。在任中にエリオット改革と呼ばれるアメリカ高等教育の改革を行い、他の大学にまで影響を及ぼした。それまでのアメリカの大学の復唱を中心とした授業からの脱却を図った改革の内容は多岐にわたり、
- それまでのほとんど必修科目だったものを自由選択制にしてカリキュラム改革をはかった。
- 当時の高齢の教師を退職年金制度を導入して退職させた。
- 外部から、名声が高かった研究者を招集した。
- 学生の朝の礼拝の強制出席を撤廃して宗教の自由を適用し、上級生には授業出欠席の自由を与えるなど、学生の規則を大幅に改正[1]

といった改革を行っている。これに対しては教師と学生の関係がうまくいくようになったとして成功を収めたと評価される一方で、サミュエル・モリソンは自らの「ハーバード大学の三世紀」の著書でエリオットを批判するなど、評価と批判が両方行われている。
また、ジョンズ・ホプキンス大学の設立に関しては500ドルの報酬をもらい、委員会に助言を行った。その後、ジョンズ・ホプキンス大学が研究中心大学として台頭してくると、ハーバード大学にも研究中心大学を取り込むことになった。
1909年に学長を辞任し、次期学長にはエリオット批判派だったアボット・ローレンス・ローウェル（en:A. Lawrence Lowell）が就任（前任者は後任選択に関わらない慣例があった）。引退後は全50巻の世界古典全集『ハーバード・クラシックス』を編纂し、1911年-12年にはカーネギー国際平和基金の招きで日本と中国を訪問した。

## 関連人物
- ジョージ・ティクナー  ‐ 同じく1820年代にハーバード大学の改革を実行しようとしたが、失敗して、エリオットが「五十年早すぎた改革者」と評した。
- 妻エレン・ダービー・ピーボディとの間の息子にチャールズ・エリオット (環境デザイナー)がいる。妻は学長就任時に病死し、1877年に12歳下の女性と再婚した[1]。息子チャールズの妻の弟に義和団事件で殺害された宣教師のホラース・ピトキン(en:Horace Tracy Pitkin)がいる。
- T・S・エリオット  ‐ いとこ。エリオット学長時代にハーバードで学んだ。[2]